# Uta stansburiana stejnegeri
Uta stansburiana stejnegeri är en underart till ödlan Uta stansburiana som beskrevs av Schmidt 1921. Uta stansburiana stejnegeri ingår i släktet Uta och familjen Phrynosomatidae.